# La Poterie-Mathieu
 La Poterie-Mathieu  là một xã thuộc tỉnh Eure trong vùng Normandie miền bắc nước Pháp.